# چپلوجه
چوپلوجه، روستایی از توابع کشاورز شهرستان شاهین‌دژ در استان آذربایجان غربی ایران است.

## جمعیت و موقعیت
این روستا در شهر کشاور قرار دارد و براساس سرشماری مرکز آمار ایران در سال ۱۳۸۵، جمعیت آن ۷۳۹ نفر (۱۵۹خانوار) بوده‌است. روستای چوپلوجه در کنار رودخانه آجرلی چای که از انشعابات جیغاتی(زرینه رود)می‌باشد قرار گرفته‌است. این روستا در شمالی‌ترین نقطه شهرستان شاهین دژ و در همسایگی با بخش باروق در میاندوآب قرار دارد. زبان مردم چوپلوجه ترکی آذربایجانی است و اهالی از مذهب شیعه پیروی می‌کنند. 

## محلات و کوچه‌های روستا
محلات روستا عبارتند از توکان بازار که بیشتر مغازه‌های روستا در آن قرار دارند، قابانکند یولو، چای قیراغی که در کناره آجرلی چای قرار دارد، خرمن یولو، سیدلر کوچه سی، بولاق اوتی یولو، ساققیزدی کوچه سی، قبیر اوستو، باغ باشی و ستارخان کوچه سی، مسجید میدانی چاردولی کوچه سی

## محصولات
از محصولات باغی چوپلوجه می‌توان به سیب، انگور، گردو، بادام هلو و… اشاره نمود. و از محصولات کشاورزی می‌توان دانه‌های روغنی را نام برد.